# Дюпон де л’Этан, Пьер-Антуан
Граф Пьер-Антуан Дюпо́н де л’Эта́н (фр. Pierre-Antoine Dupont de l'Etang; 4 июля 1765, Шабане, Лимузен — 9 марта 1840, Париж) — французский военачальник, дивизионный генерал (1797 год), граф (1808 год), впоследствии военный министр временного правительства и Людовика XVIII (с 3 апреля по 3 декабря 1814 года).

## Биография

### Происхождение и начало военной карьеры
Пьер-Антуан Дюпон родился в семье адвоката Пьера Дюпона (фр. Pierre Isaac Dupont; 1724—1810) и его супруги Франсуазы Бенуа де Пюибаронно (фр. Françoise Claire Benoist de Puybaronneau; 1734—1810) и имел трёх братьев. Получил военное образование в парижской Военной школе. Рано начал военную службу. В 1784 году служил в звании младшего лейтенанта во французском легионе графа Мальбуа, действовавшем на территории Голландии для поддержки демократической партии против Пруссии. После роспуска легиона в 1787 году, поступил в звании лейтенанта в артиллерийский полк на голландской службе.

### Революционные войны
21 июля 1791 года вернулся на французскую службу, и был зачислен в 12-й кавалерийский полк. В 1792 году, будучи адъютантом генерала Теобальда Диллона, которого собственные солдаты намеревались убить, Дюпон попытался спасти его от гибели и едва не погиб при этом сам. После этого генерал Артур Диллон, старший брат Теобальда, взял к себе Дюпона старшим адъютантом.
С Артуром Диллоном Дюпон принял участие в сражении при Вальми и в Арагонской кампании. В 1793 году был начальником Генерального штаба французских войск в Бельгии. 16 апреля того же года генерал Дампьер произвёл Дюпона в полковники штаба. За взятие в плен князя Гогенлоэ 26 августа Дюпон прямо на поле боя был произведён комиссарами Конвента в бригадные генералы. С его удачным командованием связывается успех французской стороны в сражении при Ондшооте.
В конце 1795 года Дюпон был назначен на пост директора топографического кабинета (бюро) Директории (прообраз французского Генштаба), а 2 мая 1797 года произведён в дивизионные генералы, но уже вскоре, после переворота 18 фрюктидора, из-за своей репутации роялиста был вынужден уйти со службы.

### Возвращение в армию и итальянские кампании
В 1799 году Дюпон вернулся на службу в армию и был назначен Карно начальником военного депо. Принял активное участие в перевороте 18 брюмера. 1 апреля 1800 года он был назначен начальником Генерального штаба Резервной армии, которой командовал генерал Бертье. В составе этой армии Дюпон отличился в битве при Маренго и 23 июня 1800 года был назначен чрезвычайным полномочным министром правительства Франции в Пьемонте — фактическим диктатором этого региона, находившегося под французской оккупацией.
В действиях при Флоренции и Тоскане Дюпон командовал правым крылом армии. 25 декабря 1800 года он атаковал с 14 тысячами человек австрийскую армию генерала Беллегарда (по разным источникам, от 45 до 70 тысяч) у Поццоло и смог продержаться сутки до подхода главных сил армии, заставивших австрийцев отступить. После битвы у Поццоло Дюпон получил в армии прозвище «Отважный генерал». 22 января 1801 года ему было вверено командование Итальянской армией. 22 марта 1802 года Дюпон был назначен командующим 2-го военного округа в Мезьере.

### Во главе дивизии
29 августа 1803 года Дюпон получил под своё командование пехотную дивизию в лагере Компьень.

26 декабря 1804 года женился в Париже на Грас Бергон (фр. Grâce Jeanne Joséphine Bergon; 1787—1858), дочери Жозефа-Александра Бергона (фр. Joseph-Alexandre Bergon; 1741—1824), юриста, входившего в состав управляющих Министерства финансов, генерального директора лесов с 1805 по 1817 год, члена Госсовета, в 1811 году ставшего графом Империи. У пары родился сын Гюстав (фр. Gustave Jean Pierre Théophile; 1806—1843) и дочь Атена (фр. Athénaïs Claire Joséphine Grâce; 1809—1848).
С 29 августа 1805 года его дивизия действовала в составе 6-го корпуса маршала Нея Великой Армии. 11 октября 1805 года генерал Дюпон со своей дивизией успешно сдерживал натиск 25 тысяч австрийцев в бою при Альбекке, а когда стемнело, Дюпону удалось отойти к Бренцу. В битве под Ульмом с 4 тысячами человек Дюпон атаковал 60-тысячное австрийское соединение; в ходе сражения деревня Ютинген пять раз переходила из рук в руки, а французы захватили четыре тысячи пленных. После Ульма Дюпон поступил под командование маршала Мортье и своими решительными действиями спас его корпус от уничтожения 11 ноября, когда тот в процессе развёртывания вступил в столкновение со всей русско-австрийской армией под Кремсом. Головная дивизия корпуса, при которой в этот момент находился Мортье, попала в окружение, но Дюпону удалось её деблокировать.
5 октября 1806 года дивизия Дюпона была передана в 1-й армейский корпус маршала Бернадота. 17 октября в битве при Галле Дюпон во главе нескольких (по разным источникам, пяти или шести) батальонов вытеснил с сильной позиции 12-тысячный прусский отряд герцога Вюртембергского. Его действия удостоились высшей похвалы Наполеона, сказавшего, что и с 60 тысячами человек ещё подумал бы, атаковать ли эти позиции. В дальнейшем он хорошо себя проявил при Любеке, Морунгене и Браунсберге, но особо отличился  в битве при Фридланде. Прямо на поле боя он получил от императора орден Почётного легиона и обещание маршальского жезла за следующий военный успех. 15 сентября 1807 года Дюпон был назначен комендантом Берлина.

### Испанская кампания
3 ноября 1807 года Дюпол стал командующим 2-м обсервационным корпусом в Жиронде. В конце 1807 года во главе своих войск Дюпон был направлен в Испанию. Поначалу его миссия развивалась успешно: 26 декабря 1807 года он вступил в Виторию, 12 апреля 1808 года в Вальядолид, 24 апреля в Толедо, 2 июня — в Андухар. Затем колона Дюпона направилась вглубь Испании. Форсировав Сьерра-Морену, 7 июня он занял Кордову, отдав её на разграбление своим солдатам. Мародёрство и изнасилования продолжались несколько дней, сопровождаясь осквернением святых мест, что привело к народному возмущению и началу антифранцузского восстания по всей Испании.
7 июня 1808 года Дюпон нанёс поражение испанцам при Альколеа, но, узнав о поражении французов при Кадисе, принял решение оставить Кордову. В ходе отступления через Сьерра-Морену к войскам Дюпона присоединились шеститысячный отряд генерала Веделя и четыре тысячи солдат Гобера, после чего под его началом оказались 22 тысячи человек, однако состав этой армии был разношёрстным и она в значительной степени состояла из необстрелянных новобранцев. С этими силами Дюпон намеревался двинуться в сторону Мадрида, но у Андухара получил приказ остановиться. После победы маршала Бессьера при Медина-де-Риосеко 14 июля 1808 года наступлению Дюпона на Андалусию Наполеоном была отведена решающая роль в испанской кампании.
Позиция, занимаемая армией Дюпона, была неудачной: перед ним был пересохший Гвадалквивир, а в тылу широкий горный проход Сьерра-Морены. Когда связь с Мадридом оказалась под угрозой, Дюпон приказал отступать, оставив Веделя прикрывать проход, но скорость его продвижения была низкой из-за большого обоза, в котором находилось около 1200 больных и раненых. В итоге Дюпон оказался в окружении 35-тысячной испанской армии Кастаньоса. Попытки соединиться с Веделем успеха не принесли, и тот со своей частью войск отошёл к Мадриду. В ходе боевых действий Гобер погиб, а сам Дюпон был серьёзно ранен. После того, как дезертировала входившая в его колонну швейцарская бригада, 21 июля Дюпон капитулировал практически без всяких условий, в обмен только на репатриацию во Францию. Единственным поставленным им условием было сохранение обоза, что дало повод в дальнейшем обвинить его в желании сохранить награбленное. Старшие офицеры были отпущены под честное слово, но прочие пленные были отправлены в Кадис, а оттуда, в нарушение условий капитуляции, на остров Кабреру. На протесты французов был получен ответ, что они не могут рассчитывать на снисхождение после своего поведения в Кордове. Из всех сдавшихся солдат Дюпона за шесть последующих лет в живых остались только 3 тысячи человек. Те, кто выжил в тяжёлых условиях, вернулись во Францию лишь в июле 1814 года.
Наполеон, узнавший о капитуляции, был в ярости и отдал приказ о расстреле Дюпона, которому незадолго до этого пожаловал графский титул. Приказ был отменён, когда стало известно о том, что в обозе, на сохранении которого настаивал Дюпон, было не награбленное добро, а больные и раненые. 5 сентября 1808 года Дюпон был перевезен в Кадис, а 21 сентября — в Тулон. По возвращении во Францию он был 15 ноября 1808 года доставлен в Париж и предан военному суду. Он был признан виновным, лишен чинов, титула, мундира и пенсии, его имя было вычеркнуто из списков кавалеров ордена Почётного легиона, имущество конфисковано, а сам он заключён в тюрьму, где находился вплоть до отречения Наполеона. Впоследствии, уже на острове Святой Елены, Наполеон признавал, что поражение Дюпона было скорее военной неудачей, нежели преступлением.

### Дальнейшая судьба (1814—1840 годы)
После низложения Наполеона Дюпон был освобождён из тюрьмы и 3 апреля 1814 года был назначен военным министром в составе Временного правительства. Когда был создан кабинет министров Людовика XVIII, за Дюпоном, приветствовавшим возвращение Бурбонов, был сохранён этот пост. Тем не менее ввиду крайне низкой популярности Дюпона в армии, где он считался виновным в гибели солдат в Испании, и протестов, связанных с этим назначением, король уволил его с поста министра в начале декабря того же года. При увольнении Дюпон был произведён в командоры ордена Святого Людовика и получил под своё начало 22-й военный округ. После получения известий о высадке Наполеона во Франции Дюпон был направлен командовать войсками на Луаре. 3 апреля 1815 года он был уволен с этого поста Наполеоном, а после повторного возвращения Бурбонов вновь принял командование 22-м округом. 9 сентября 1815 года он был назначен государственным министром и членом личного королевского совета.
С 10 января 1816 года Дюпон возглавлял 4-й военный округ в Type. В 1816—1830 годах он был депутатом Палаты представителей в парламенте. После победы Июльской революции 1830 года Дюпон был лишён всех постов и в 1832 году окончательно вышел в отставку. Умер Пьер-Антуан Дюпон в 1840 году.

## Воинские звания
- Младший лейтенант (21 июля 1791 года, утверждён 15 сентября 1791 года);
- Капитан (12 января 1792 года);
- Подполковник (18 сентября 1792 года, утверждён 8 марта 1793 года);
- Полковник штаба (16 апреля 1793 года, утверждён 15 мая 1795 года);
- Бригадный генерал (26 августа 1793 года, утверждён 31 октября 1795 года);
- Дивизионный генерал (2 мая 1797 года).

## Титулы
- Граф Дюпон и Империи (фр. comte Dupont et de l'Empire; декрет от 19 марта 1808 года, патент подтверждён 24 июня 1808 года в Байонне и 23 декабря 1815 года в Париже)[3][4][5].

## Награды
Кавалер военного ордена Святого Людовика (10 июня 1792 года)
 Легионер ордена Почётного легиона (11 декабря 1803 года)
 Великий офицер ордена Почётного легиона (14 июня 1804 года)
 Знак Большого Орла ордена Почётного легиона (11 июля 1807 года)
 Командор военного ордена Святого Людовика (6 декабря 1814 года)

## Литературные труды
- «Свобода» (поэма, 1799)
- «Каталина, или Друзья-соперники» (поэма)
- «Искусство войны» (поэма в 10 песнях)
- Переводы Горация и других авторов